# Tyrique Mercera
Tyrique Christopher Mercera (19 dicembre 2003) è un calciatore olandese, originario di Curaçao, difensore del Groningen e della nazionale di Curaçao.

## Caratteristiche tecniche
È un terzino destro.

## Carriera

### Club
Mercera è cresciuto nel settore giovanile del Cambuur ed ha debuttato in prima squadra il 2 novembre 2023 nell'incontro di Coppa dei Paesi Bassi vinto 4-1 contro il MVV. Il 14 maggio 2024 ha firmato il suo primo contratto professionistico ed il 23 settembre seguente ha segnato i suoi primi gol da professionista, realizzando una doppietta nella trasferta vinta 4-0 contro il Jong Utrecht.
Nell'estate del 2025 viene ceduto in prima divisione al Groningen.

### Nazionale
IL 28 settembre 2024 ha ricevuto la prima convocazione con la nazionale di Curaçao, ed il 16 novembre ha debuttato entrando in campo nel secondo tempo dell'incontro di CONCACAF Nations League vinto 5-0 contro la Sint Maarten.

## Statistiche

### Presenze e reti nei club
Statistiche aggiornate al 16 novembre 2024.
| Stagione        | Squadra         | Campionato      | Campionato | Campionato | Coppe nazionali | Coppe nazionali | Coppe nazionali | Coppe continentali | Coppe continentali | Coppe continentali | Altre coppe | Altre coppe | Altre coppe | Totale | Totale | Totale |
| Stagione        | Squadra         | Comp            | Pres       | Reti       | Comp            | Pres            | Reti            | Comp               | Pres               | Reti               | Comp        | Pres        | Reti        | Pres   | Reti   |        |
| --------------- | --------------- | --------------- | ---------- | ---------- | --------------- | --------------- | --------------- | ------------------ | ------------------ | ------------------ | ----------- | ----------- | ----------- | ------ | ------ | ------ |
| 2023-2024       | Cambuur         | 1D              | 10         | 0          | CO              | 2               | 0               | -                  | -                  | -                  | -           | -           | -           | 12     | 0      |        |
| 2024-2025       | Cambuur         | 1D              | 14         | 3          | CO              | 1               | 1               | -                  | -                  | -                  | -           | -           | -           | 15     | 4      |        |
| Totale carriera | Totale carriera | Totale carriera | 24         | 3          |                 | 3               | 1               |                    | -                  | -                  |             | -           | -           | 27     | 4      |        |

### Cronologia presenze e reti in nazionale
| Cronologia completa delle presenze e delle reti in nazionale ― Curaçao | Cronologia completa delle presenze e delle reti in nazionale ― Curaçao | Cronologia completa delle presenze e delle reti in nazionale ― Curaçao | Cronologia completa delle presenze e delle reti in nazionale ― Curaçao | Cronologia completa delle presenze e delle reti in nazionale ― Curaçao | Cronologia completa delle presenze e delle reti in nazionale ― Curaçao | Cronologia completa delle presenze e delle reti in nazionale ― Curaçao | Cronologia completa delle presenze e delle reti in nazionale ― Curaçao |
| Data                                                                   | Città                                                                  | In casa                                                                | Risultato                                                              | Ospiti                                                                 | Competizione                                                           | Reti                                                                   | Note                                                                   |
| ---------------------------------------------------------------------- | ---------------------------------------------------------------------- | ---------------------------------------------------------------------- | ---------------------------------------------------------------------- | ---------------------------------------------------------------------- | ---------------------------------------------------------------------- | ---------------------------------------------------------------------- | ---------------------------------------------------------------------- |
| 16-11-2024                                                             | Willemstad                                                             | Sint Maarten                                                           | 0 – 5                                                                  | Curaçao                                                                | CONCACAF Nations League 2024-2025 - 1º turno                           | -                                                                      | 84’                                                                    |
| 19-3-2025                                                              | Belek                                                                  | Curaçao                                                                | 0 – 2                                                                  | Kazakistan                                                             | Amichevole                                                             | -                                                                      | Ingresso                                                               |
| Totale                                                                 |                                                                        | Presenze                                                               | 2                                                                      |                                                                        | Reti                                                                   | 0                                                                      |                                                                        |